# Американське Самоа на літніх Олімпійських іграх 2020
Американське Самоа на літніх Олімпійських іграх 2020 представляли шість спортсменів у чотирьох видах спорту.